# Gmina Wilczęta
Die Gmina Wilczęta [vʲilˈt͡ʃɛnta] ist eine Landgemeinde im Powiat Braniewski der Woiwodschaft Ermland-Masuren in Polen. Ihr Sitz ist das gleichnamige Dorf (deutsch Deutschendorf).

## Gliederung
Zur Landgemeinde (gmina wiejska) Wilczęta gehören 13 Dörfer (deutsche Namen, amtlich bis 1945) mit einem Schulzenamt (sołectwo):
- Bardyny (Baarden)
- Dębień-Karwiny (Louisenwalde-Karwinden)
- Dębiny (Borchertsdorf)
- Gładysze (Schlodien)
- Księżno (Fürstenau)
- Ławki (Lauck)
- Nowica (Neumark)
- Słobity (Schlobitten)
- Słobity-Stacja Kolejowa
- Sopoty (Seepothen)
- Spędy (Spanden)
- Stare Siedlisko (Ebersbach)
- Wilczęta (Deutschendorf)

Weitere Orte der Gemeinde ohne Schulzenamt sind:
- Bronki (Breunken)
- Chmielówka (Hopfenbruch)
- Górski Las (Guhrenwalde)
- Góry (Guhren)
- Jankówko (Hensels)
- Karpówek (Muttersegen)
- Lipowa (Lipprode)
- Sośnica (Forsthaus Friedrichshof)
- Tatarki (Spitzen)

Der ehemalige Ort Fürstenwille ist der Ortsteil Księża Wola von Księżno.

## Bauwerke
Neben der Kirche St. Katharina im Dorf Wilczęta gibt es in der Gemeinde Ruinen einiger Herrensitze.

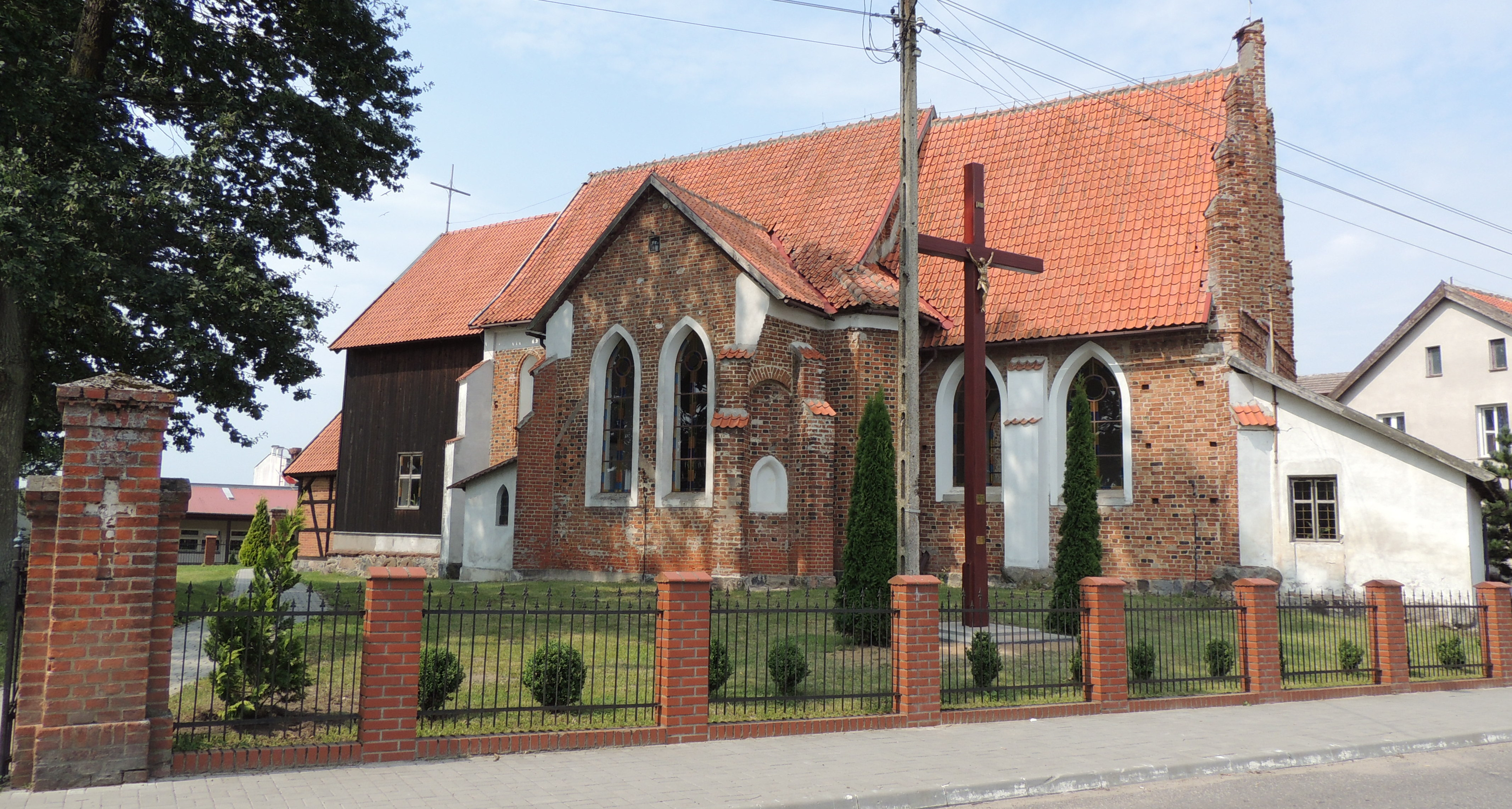
St. Katharina in Wilczęta
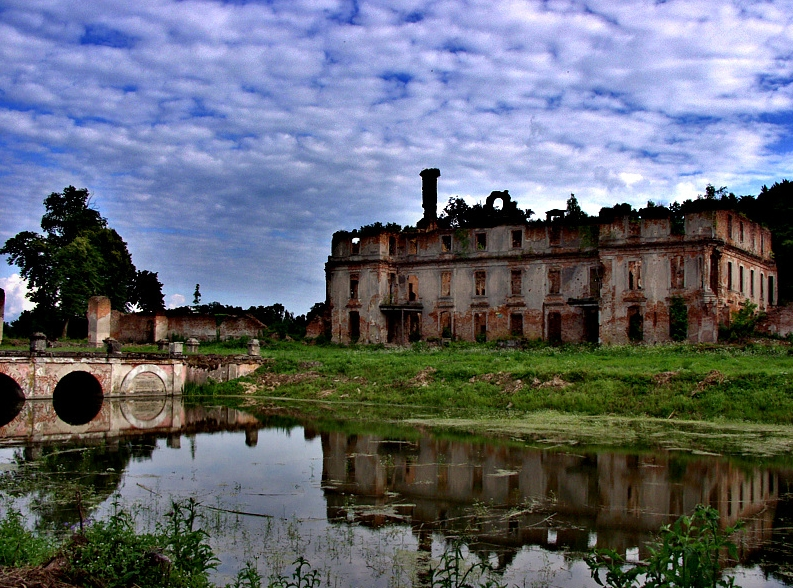
Schloss Dohna-Schlobitten (2009)
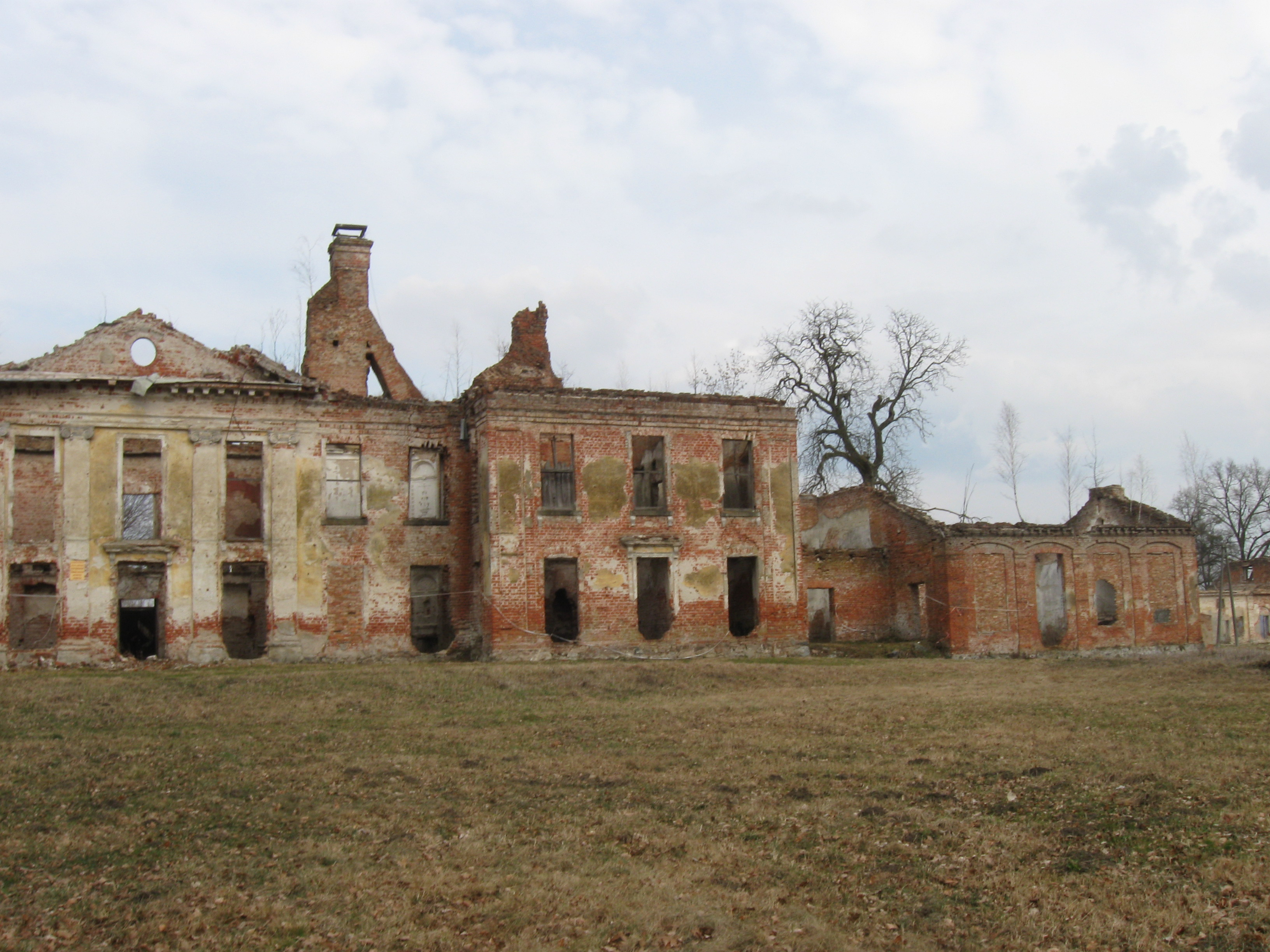
Schloss Schlodien (2010)
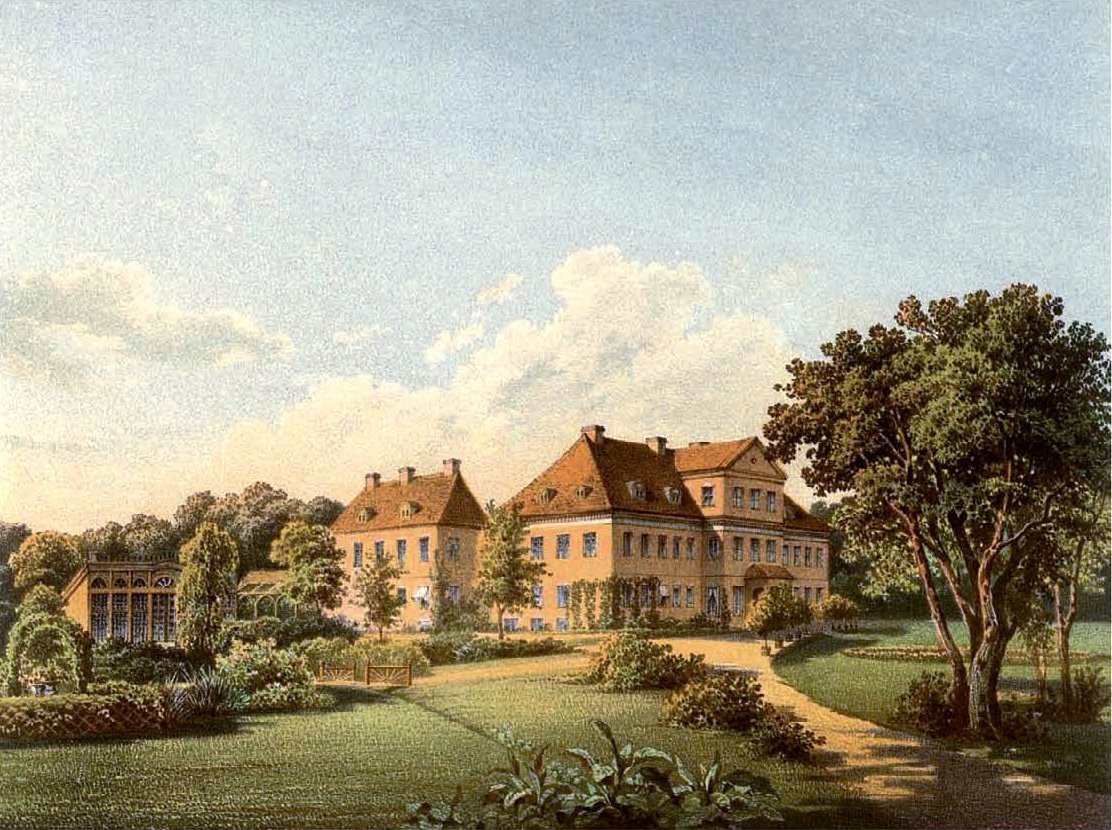
Schloss Carwinden (1860)

## Verkehr
Im Bahnhof der Ortschaft Słobity zweigt die seit 1945 nicht mehr betriebene Bahnstrecke Schlobitten–Bischdorf von der Bahnstrecke Malbork–Braniewo, der früheren Königlich Preußischen Ostbahn ab. Die Ortschaft Jankówko hatte einen Bahnhof an der Strecke nach Bischdorf über Wormditt.